# Justinópolis

Justinópolis ligger i kommunen Ribeirão das Neves, här markerad i delstaten Minas Gerais.

Justinópolis är en ort och ett distrikt i östra Brasilien och ligger i delstaten Minas Gerais. Den tillhör kommunen Ribeirão das Neves och ingår i Belo Horizontes storstadsområde. Folkmängden uppgår till cirka 160 000 invånare.

## Befolkningsutveckling
| Område                      | Areal (km²)   | Invånarantal 1 augusti 2000 | Invånarantal 1 augusti 2010 |
| --------------------------- | ------------- | --------------------------- | --------------------------- |
| Kommunen Ribeirão das Neves | 155,54        | 246 846                     | 296 317                     |
| ...varav Justinópolis       | Ingen uppgift | 136 605                     | 161 842                     |